# アントン・ドレクスラー
アントン・ドレクスラー（ドイツ語: Anton Drexler, 1884年6月13日 - 1942年2月24日）は、ドイツの労働者、政治家。国家社会主義ドイツ労働者党（ナチ党）の前身となるドイツ労働者党の共同設立者として知られる。

## 経歴

### 政治活動の開始
鉄道労働者の息子としてミュンヘンに生まれる。国民学校卒業後、1901年にベルリンに上るが、失業して帰郷、1902年から機械工として働き始める。この頃には既に反ユダヤ主義、反マルクス主義的な思想を身に付けていたという。第一次世界大戦中にドイツ祖国党に参加、1918年3月には職場だったバイエルン王国王立鉄道中央工場の同僚と共に、「良き和平のための自由労働者委員会」を組織した。また、カール・ハラーと共に保守系右派民族主義団体「政治的労働者のサークル」を設立する。ドレクスラーの思想的指導者は、「全ドイツ人同盟」の指導者でニュルンベルク・アウクスブルク機械工場経営者・バイエルン産業家連盟の代表役員だったパウル・ターフェルだった。

### ドイツ労働者党
敗戦後の1919年1月5日、ターフェルの慫慂（しょうよう）によりディートリヒ・エッカート、ゴットフリート・フェーダー、カール・ハラーと共にドイツ労働者党（DAP）を設立。ハラーが党議長に就任するが名誉職に過ぎず、実質的な権限は副議長のドレクスラーが握っていた。同月に「国際プロレタリアの挫折と兄弟思想の失敗」と題する論文を発表。続けて「我が政治的目覚め」と題するパンフレットを発表したが、このパンフレットは当時復員してミュンヘンにいたアドルフ・ヒトラーに影響を与えたという。
1919年9月にミュンヘンで集会を開くが、その際に演説したアダルベルト・バウマン教授を論破したヒトラーを見て興味を抱いた。ドレクスラーはヒトラーに党のパンフレットを渡し、入党を促した。ヒトラーはドレクスラーの求めに応じて同月12日に入党した。
1920年1月5日にヒトラーとドレクスラーによってハラーが党議長を追放され、ドレクスラーが党議長に就任した。フェーダーと共にヒトラーに協力して綱領を策定したドレクスラーは、1920年2月24日、ヒトラーをホフブロイハウスで開催する党大会に参加させ、ヒトラー主導の下で25カ条綱領が発表され、党名を国家社会主義ドイツ労働者党（NSDAP）と改名した。

### ナチ党

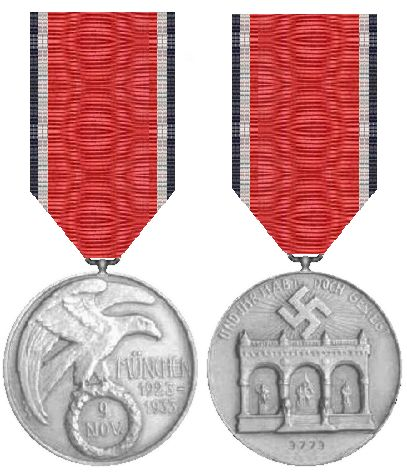
1923年11月9日記念メダル（通称「血盟勲章」）

党名改称後、党内ではヒトラーが頭角を現し、1921年に入るとヒトラーの勢力は盤石なものとなっていた。これに危機感を覚えたドレクスラーは、6月にヒトラーがベルリンに出かけている間に無断で他の右翼政党との共闘や合併を協議し始めた。これを知ったヒトラーは、7月11日に離党を宣言した。党幹部は党の顔である彼の離党が党消滅に繋がることを危惧し、引き留めに躍起となった。
3日後、ヒトラーは党への復帰の条件として自分に独裁権を与えるように書面で要求、党幹部がこの要求を認めたため、ヒトラーは復党した。ドレクスラーは7月25日にミュンヘン警察にヒトラーを危険人物であると密告したが、取り合ってもらえなかった。7月29日、554票中553票を得てヒトラーは新党首に選出、ドレクスラーは名誉党首に就任したが、党での実権を失った。
1923年11月のミュンヘン一揆の際、自宅にいたドレクスラーは呼び出されたが、ヒトラーの計画を聞くや恐れて参加しなかった。しかし、一揆の失敗後に逮捕された。この事件により、ナチ党が一時解散を強いられたとき、ドレクスラーは党を離れて「民族ブロック」に参加し、1924年から1928年にかけてにバイエルン州議会議員を務めた。この間の1925年には民族社会主義人民同盟を設立している。同年ナチ党が再建されたがドレクスラーは加わらず、復党したのはヒトラー内閣成立後の1933年になってからであった。
1934年には党創設者としてヒトラーから1923年11月9日記念メダルを授与されたが、以後も政治権力は与えられず、彼の存在は1937年まで党の宣伝のために利用された。しかし、ドレクスラー自身はこの勲章授与に感激し、以後熱烈なヒトラー支持者となった。その後はミュンヘンに隠棲し、第二次世界大戦中の1942年に同地で死去した。

## ヒトラーによる評価
ヒトラーは『我が闘争』の中で、ドレクスラーを以下のように評している。